# 磷酸钕
磷酸钕是一种无机化合物，化学式为NdPO4。它的半水合物可由氯化钕和磷酸反应得到；无水物可通过焦磷酸硅（SiP2O7）和氟化钕反应制得。它和焦磷酸钙反应，可以得到Ca9Nd(PO4)7。